# マティアス・ビーニャ
- マティアス・ビニャ

マティアス・ニコラス・ビーニャ・ススペレギ（Matías Nicolás Viña Susperreguy, 1997年11月9日 - ）は、ウルグアイ・カネロネス県エンパルメ・オルモス出身のサッカー選手。CRフラメンゴ所属。ウルグアイ代表。ポジションはDF（左サイドバック）。
マティアス・ビニャと表記されることもある。

## 経歴

### ナシオナル
2015年にナシオナル（ウルグアイ）に入団。2017年シーズンにトップチームに昇格。同年シーズンはリーグ戦出場は4試合。翌年シーズンも1試合の出場にとどまったが、2019年シーズンに大きく飛躍し、開幕からレギュラーに定着。4月7日のリーベル・プレート戦でプロ初ゴールを決め、同シーズンはリーグ戦34試合5ゴールを記録。チームは後期リーグで優勝し、前期リーグ優勝のCAペニャロールとの優勝決定プレーオフを制し、2016年シーズン以来のリーグ優勝を経験した。2020年1月24日には、同年2月にさいたまシティカップで来日することが発表された。

### パルメイラス
2020年1月31日、SEパルメイラスと4年契約を締結。ACミランとの競合の末、クラブにとってはこの年最初の補強であった。移籍金は350万ユーロで3回に分割されて支払われるが、新型コロナウイルス感染症の影響により半年の期間を要することとなった。

### ASローマ
2021年8月8日、ASローマと5年契約を締結したことが発表された。
2023年1月30日、プレミアリーグに所属するAFCボーンマスへローン移籍をした。
2023年7月31日、USサッスオーロ・カルチョへの1年間のローン移籍が発表された。

### フラメンゴ
2024年1月25日、CRフラメンゴに移籍した。

## 代表経歴
2017年に南米ユース選手権で優勝し、2017 FIFA U-20ワールドカップにU-20のウルグアイ代表として出場。4位入賞を果たした。2019年にフル代表に初招集。9月7日のコスタリカ戦で、代表デビューを果たした。
2024年6月8日、コパ・アメリカ2024に出場するウルグアイ代表メンバーに選出された。

## 代表歴

### 出場大会
- ウルグアイ代表
  - 2022 FIFAワールドカップ

### 試合数
- 国際Aマッチ 35試合 0得点（2019年-）[13]

| ウルグアイ代表 | 国際Aマッチ | 国際Aマッチ |
| 年             | 出場        | 得点        |
| -------------- | ----------- | ----------- |
| 2019           | 6           | 0           |
| 2020           | 3           | 0           |
| 2021           | 12          | 0           |
| 2022           | 7           | 0           |
| 2023           | 7           | 0           |
| 2024           |             |             |
| 通算           | 35          | 0           |

## タイトル

### クラブ
ナシオナル
- カンペオナート・ウルグアージョ : 2019
- スーペルコパ・ウルグアージャ: 2019

ASローマ
- UEFAヨーロッパカンファレンスリーグ : 2021-22

### 代表
U-17 ウルグアイ
- 南米ユース選手権 : 2017